# Gruppo europeo di interesse economico
Un Gruppo europeo di interesse economico, in acronimo GEIE, è una figura creata nell'ordinamento europeo con il regolamento comunitario n. 2137 del 25 luglio 1985.

## Descrizione
Si tratta di una figura giuridica proposta dall'Unione europea avendo come riferimento il francese GIE (groupement d'intérêt économique) con lo scopo di unire le conoscenze e le risorse di attori economici di almeno due paesi componenti l'Unione. Nelle intenzioni dei normatori europei, questo dovrebbe permettere a piccole e medie imprese di poter partecipare a progetti più grandi di quanto le loro dimensioni permetterebbero.
Tuttavia il fine del GEIE non è quello di ottenere un profitto, per quanto questo non sia vietato, quanto piuttosto fornire un ausilio alle attività delle imprese europee che lo costituiscono.
Caratteristica principale di un GEIE è che deve essere costituito da aziende di almeno due paesi componenti l'Unione europea mentre non è permesso ad aziende di paesi terzi di partecipare; inoltre, al momento della costituzione, si può decidere se dare o meno una scadenza predeterminata al GEIE.
Il normatore europeo lascia notevoli spazi di autonomia alle parti, nella regolamentazione contrattuale di un GEIE. Inoltre, rimette ai legislatori nazionali alcuni aspetti di dettaglio della disciplina (sempre nei limiti dell'attuazione di principi comuni), anche per consentire ai singoli paesi di uniformare questo nuovo tipo di soggetto a quelli già esistenti nelle varie legislazioni interne. Così in alcuni paesi, come la Francia, i GEIE sono stati assimilati a enti nazionali con le medesime caratteristiche (i citati GIE); altrove sono stati istituiti appositamente dei gruppi nazionali di interesse economico.
Nel complesso, anche se la normativa sui GEIE è sostanzialmente uniforme indipendentemente dallo Stato in cui viene registrato, ciascun GEIE è sottoposto alla giurisprudenza del paese in cui è situata la sede che, per questo motivo, deve essere dichiarata nell'atto costitutivo pena l'invalidità della costituzione stessa.

## Negli Stati membri

### Italia
In Italia, il regolamento del 1985 è stato attuato nell'ordinamento col decreto legislativo 23 luglio 1991, n. 240 e non è stato istituito nessun nuovo soggetto a cui fare riferimento. Nel diritto interno, la figura più prossima è quella del consorzio, anch'essa forma di collaborazione fra imprese tramite l'istituzione di un autonomo soggetto giuridico. Tuttavia, di fatto per colmare le (limitate) lacune normative il riferimento prevalente è alla più completa disciplina delle società di persone, pur essendoci punti di contatto anche con le società di capitale e le cooperative.

## Nomi nelle varie lingue europee
- Bulgaro: Европейско обединение по икономически интереси (ЕОИИ)
- Serbo: Evropska Ekonomska Interesna Grupacija (EEIG)
- Croato: Europsko gospodarsko interesno udruženje (EGIU)
- Ceco: Evropské hospodářské zájmové sdružení (EHZS)
- Danese: Europæiske økonomiske firmagrupper (EØFG)
- Olandese: Europees economisch samenwerkingsverband (EESV)
- Inglese: European Economic Interest Grouping (EEIG)
- Estone: Euroopa majandushuvigrupp (EMHG)
- Finlandese: Eurooppalainen taloudellinen etuyhtymä (ETEY)
- Francese: Groupement européen d'intérêt économique (GEIE)
- Tedesco: Europäische wirtschaftliche Interessenvereinigung (EWIV)
- Greco: Ευρωπαϊκός Όμιλος Οικονομικού Σκοπού (ΕΟΟΣ)
- Ungherese: Európai gazdasági egyesülés (EGE)
- Irlandese: Grúpáil Eorpach um Leas Eacnamaíoch (GELE)
- Italiano: Gruppo europeo di interesse economico (GEIE)
- Lettone: Eiropas Ekonomisko interešu grupa (EEIG)
- Lituano: Europos ekonominių interesų grupė (EEIG)
- Maltese: Grupp Ewropew ta’ Interess Ekonomiku (GEIE)
- Polacco: Europejskie Zgrupowanie Interesów Gospodarczych (EZIG)
- Portoghese: Agrupamento Europeu de Interesse Económico (AEIE)
- Romeno: Grup European de Interes Economic (GEIE)
- Slovacco: Európske zoskupenie hospodárskych záujmov (EZHZ)
- Sloveno: Evropsko gospodarsko interesno združenje (EGIZ)
- Spagnolo: Agrupación europea de interés económico (AEIE)
- Svedese: Europeiska ekonomiska intressegrupperingar (EEIG)